# Combate de Manchalá
El combate de Manchalá    fue un enfrentamiento armado entre miembros del Ejército Revolucionario del Pueblo —ERP— y de la primera sección de la Compañía de Ingenieros de Montaña Número 5 (Ca Ing M 5) del   Ejército Argentino, acaecido el 28 de mayo de 1975, en Manchalá, cerca de la localidad tucumana de Río Colorado. El jefe de sección era el teniente Leopoldo Diamante Díaz si bien este hombre no participó del combate mientras que los combatientes del ERP eran comandados por el jefe de la compañía de monte  Ramón Rosa Jiménez , Hugo Irurzún.   
El combate se desarrolló en una escuela  en la cual  el Ejército Argentino  estaba realizando tareas de albañilería y pintura.  Se trataba de una pequeña escuela rural  en un camino de tierra y rodeada de cañaverales. La construcción estaba rodeada por eucaliptos y palmeras.  A cinco quilómetros se encontraba otra escuela rural en Balderrama en la cual también estaban presentes los ingenieros militares.  Famaillá por su parte  está ubicada  a 25 kilómetros de la escuela de Manchalá.  La acción cívica realizada por el contingente de ingenieros era parte de una combinación de acciones de gestos de colaboración con la población local, que era justamente el arreglo de las escuelas, a los efectos de lograr cubrir las necesidades de la población rural ( Seoane, 1992).    
El combate de Manchalá ocurrió  el marco del Operativo Independencia, que significó la represión por parte de las Fuerzas Armadas, ordenada por el gobierno constitucional de María Estela Martínez de Perón  de las organizaciones guerrilleras que actuaban en la Provincia de Tucumán.  Se trató de una derrota del ERP. El hecho marca un punto de inflexión a favor del Ejército Argentino, que pasó a una acción ofensiva. La mayoría de los datos del combate están recogidos por parte del general Acdel Vilas. Del lado del ERP los informes son muy escuetos y breves. 

## Preparativos
Los guerrilleros planearon para después del 29 de mayo de 1975 un ataque al Puesto de Comando Táctico de Famaillá. Tenían una maqueta con el Puesto de Comunicaciones, las habitaciones y baños de los jefes.  Daniel de Santis  afirma que el plan de los guerrilleros era  llegar a Famaillá ,tomar la ciudad por algunas horas, ejecutar al general Acdel Vilas y  asestar un golpe inédito y propagandístico.  Otras fuentes señalan que se pretendía ejecutar  a todos los oficiales, tomar todos los elementos de combate y sitiar el pueblo de Famaillá. 
En Famaillá funcionó además el primer centro clandestino de detención. Según Julio Santucho,  hasta el momento el ejército no estaba evitando el combate con los guerrilleros, sino que estaba actuando sobre la población civil  acusada con fundamento de cooperar con la guerrilla rural. Los militares argentinos estaban aplicando la enseñanzas de la guerra de Vietnam.
El grupo insurgente del  ERP contaba, según declaraciones del general  Acdel Vilas, con ciento diecisiete hombres uniformados, armados con fusiles, una ametralladora MAG y granadas y cincuenta hombres de civil para las operaciones de apoyo. Estos habrían de encontrar a unos treinta o treinta y cinco hombres para la defensa del Comando, puesto que las dos secciones de comunicaciones estaban a lo largo de la ruta 301 y la Sección de Ingenieros 5 en tareas de acción cívica.
Se había fijado el ataque para el 28 de mayo casi al oscurecer, de manera tal que coincidiese con la fecha en que se celebra el Día del Ejército. Pero, ese día, dos grupos de la Sección Ingenieros 5 habían traído material en la Escuela de Manchalá para completar el plan de acción cívica. Esta circunstancia coadyuvó a la derrota de la Compañía Ramón Rosa Jiménez apoyada por contingentes del ERP que concurrían desde Córdoba. Los ciento diecisiete combatientes se habían atrincherado en la Finca Sorteix, ubicada a orillas del Río Colorado y a dieciocho kilómetros de Famaillá, manteniendo secuestrados a los dueños y a los peones. Allí comieron, descansaron y filmaron una película documentando sus actividades para fines propagandísticos y se prepararon para el desplazamiento a Famaillá.
El ejército contaba con información secreta sobre un plan del ERP, aunque no se sabía dónde ni cómo se desarrollaría. Por eso, el Escuadrón de Gendarmería Jesús María llegó a la zona del Río Colorado y Santa Rosa de Leales donde el general Acdel  Vilas esperaba el ataque. Allí, un mayor del Ejército asumió el mando y tuvo como tarea rastrear la zona en vista de que algunos pobladores habían visto movimientos sospechosos.
La información dada por un policía de la provincia el día anterior coincidió con el hecho de que en la plaza de Famaillá fueron apresados varios jóvenes con cuadernos donde tenían dibujos de la ciudad. En consecuencia, el general  Acdel Vilas ordenó que el Escuadrón de Gendarmería batiera la zona de Río Colorado, Simoca, Santa Rosa de Leales y todavía más al norte, si bien en la mañana del día 28 una de las patrullas de ese escuadrón pasó cerca de la Finca Sorteix, no advirtió que estaba ocupada. Eso dio pie a que el ERP levantara campamento y se pusiera en marcha para evitar un enfrentamiento prematuro que podría hacerle fracasar todo el plan. La marcha de la columna del ERP comenzó a las 16 horas.

## Desarrollo
La columna de transporte y logística del ERP, compuesta por un Ford F-100, un Rastrojero Diésel y dos camiones Mercedes Benz, modelos 608 y 1114 respectivamente, avanzó por la ruta 99 a las 16 o 18  horas de la tarde.  El camino era de tierra. Allí se topó con doce soldados y dos suboficiales que pintaban la Escuela de Manchalá a la tarde de ese día. 
En los vehículos había ciento diecisiete combatientes insurgentes alzados contra el gobierno constitucional. Cuando dos de sus vehículos pasaron frente a la escuela de Manchalá y vieron al personal armado,  en principio saludaron y luego abrieron fuego sobre el mismo, creyendo que habían sido sorprendidos por un retén militar.  Los combatientes del ERP estaban vestidos de verde pero no llevaban cascos. El primero en caer fue el soldado de guardia apostado Adrián Segura, que fue herido en la pierna derecha y cayó detrás del árbol en la puerta de la escuela.  Los soldados respondieron con fuego de FAL.  Un guerrillero del ERP cayó herido. El tiroteo causó que el resto de la columna del ERP se detuviera, procediendo una parte de los combatientes  del ERP a rodear la escuela.  Los soldados se cubrieron  en las instalaciones de la escuela y cada uno de ellos tenía un fusil FAL y tres cargadores, que totalizaban unas 60 municiones por soldado.  Fue un combate desigual en el cual la fuerza combatiente guerrillera disponía de por lo menos  una ametralladora MAG. Los combatientes del ERP en varios momentos intimaron a los soldados a rendirse  gritando " ríndanse " , " Grupo escuela ríndanse" y " La cosa no es con ustedes, es con los oficiales" si bien la respuesta del grupo de soldados fue negativa.  
La sorpresa fue grande y el mismo comandante de la Compañía Ramón Rosa Jiménez, Hugo Irurzun, creyendo que el Ejército los había descubierto, contestó el fuego hiriendo en la pierna al soldado Adrián Segura. Un camión del ejército que se dirigía a la escuela para llevar suministros de pintura fue interceptado por el  fuego de los guerrilleros. El conductor del camión  era el soldado Mamami y viajaban dos soldados más y un suboficial. Mamami fue herido en un brazo y procedió a descender del vehículo  y cubrirse.   Por su parte los soldados de la escuela Balderrama al escuchar el inicio del tiroteo se subieron a  su camión y se dirigieron a la escuela de Manchalá bajo el mando del suboficial Serafín Lastra.  Dicho camión también recibió fuego por parte de los guerrilleros y el soldado Ricardo García fue herido.  
Dado que los catorce hombres estaban cercados y se les agotaban las municiones, uno de los soldados conscriptos, Luis Arce, logró escapar en un Unimog para llevar al soldado herido  Mamani al hospital de  Famaillá y dar aviso del ataque  al oficial jefe de la Sección de Ingenieros. De este modo, a la noche de ese mismo día, llegaron refuerzos del Comando del Ejército, y con tres camionetas y tres jefes del comando, se dirigieron a la Escuela cuando empezaba a caer la noche. Las luces  de las bengalas lanzadas por la columna militar proveniente de Famaillá  ahuyentaron a los guerrilleros, quienes desaparecieron entre los cañaverales.
Media hora más tarde, un contingente de la Fuerza de Tarea Fronterita llegaba a Manchalá, donde se le dio la orden de perseguir junto al Escuadrón de Gendarmería, a los guerrilleros. Debido a la oscuridad de la noche no se pudo atrapar a nadie, pero en la fuga los combatientes del ERP abandonaron sus camiones con todo el material disponible: armamentos, munición, equipos varios, documentación conteniendo un plan de ataque al Puesto de Comando Táctico y una maqueta de este último. También se capturó una bandera del ERP que posteriormente fue destruida en el cuartel de los ingenieros en  Salta. 
Los soldados que participaron del combate eran conscriptos de la clase  1953 y 1954. Entre ellos estaban  Oscar Sergio Oñativia,  Adrián Segura, Rodolfo Demayo, Roberto Mamami,  Luis Arce,  Jesús Pucapuca,  Aldo Parada, Osvaldo Alcalá , Luis Peñaranda, Pardal, José Romero y  Ricardo García.  Segura , Mamami  y García fueron heridos durante el combate.  Adrián Segura fue herido en una pierna cuando se inició el combate y arrastrado por sus compañeros hacia una aula y colocado sobre un pizarrón. Mamani fue herido en el brazo y García  fue herido por una esquirla en el antebrazo izquierdo.  El suboficial que dirigió el combate desde la escuelita fue el cabo primero  Gerardo Lafuente. El otro suboficial que participó en el combate fue el sargento ayudante Serafin Lastra.

## Bajas
El ERP dio su versión de los hechos en La verdad sobre el combate de Manchalá en su revista Estrella Roja del 18 de junio de 1975: sostuvieron que una patrulla enemiga los había emboscado, que el Ejército Argentino  había tenido más de 20 muertos y heridos que venían en los camiones y que ellos solo habían perdido una metralleta PAM. Agregaron que pudieron realizar una retirada ordenada por tres sectores y que el armamento que el Ejército había mostrado a la prensa eran armas en desuso. La realidad era distinta y el ejército había tenido tres soldados heridos y ningún muerto con lo cual debe tomarse el comunicado como una simple acción de propaganda y no un reflejo fiel de la realidad histórica. Seoane en su libro habla de soldados muertos y heridos pero no aporte los nombres.  
Por parte de la fuerza combatiente del ERP fue herido en la pierna el jefe de compañía Hugo Irurzún si bien algunas fuentes no mencionan su herida.  La herida ameritó que Irurzún   fuera reemplazado y retirado del frente tucumano. El militante del MIR chileno Domingo Villalobos Campos, o sargento Dago, fue muerto en la acción al  igual que Juan Carlos Irurtia, conocido como Ricardo o  el "Mudo".  Irurtia, oriundo de Bahía Blanca, fue herido en una pierna. Fue atendido pero la herida se infecto durante la retirada del grupo y murió varios días después del enfrentamiento.  Irurtia fue enterrado en una zanja cerca de Río Colorado.  Es decir que los erpianos tuvieron 1 herido y dos muertos. Según María Seoane los miristas chilenos muertos fueron dos.     

## Consecuencias
Ese día, el Batallón de Ingenieros 5 de Salta fue condecorado con la medalla de Campaña de la Nación Argentina en virtud a su actuación en Manchalá.
El combate fue una derrota del ERP porque no pudo cumplir su objetivo de atacar Famaillá ni pudo reducir la resistencia del grupo de soldados de la escuela.  Si bien tuvo pocas bajas y pudo retirar sus  combatientes en relativo orden, perdió vehículos y material de combate. Daniel de Santis comenta en su libro que si bien  el combate de Manchalá representa un rotundo éxito para las fuerzas guerrilleras, el hecho de no haber podido llegar a Famaillá representa una durísima derrota en términos estratégicos para la compañía de monte. Tiempo después, el nuevo jefe de compañía del ERP, Jorge Carlos Molina o capitán Pablo, asumió la responsabilidad en una carta en la cual afirmó que el combate le quitó al ERP la chance de ganar la iniciativa política y modificar el curso de la contienda en Tucumán: " Lamentablemente  no concretamos el primer golpe que hubiera sido demoledor para el enemigo. Es una oportunidad que hemos perdido y que difícilmente podemos recuperar" . Frustrado el ataque contra el núcleo represivo en la provincia la compañía de monte del ERP no pudo tomar la iniciativa en el enfrentamiento con el ejercito que pronto iba pasar a la fase de hostigamiento progresivo. María Seoane en su libro refiere que Mario Roberto Santucho y su comité militar atribuyeron la derrota de Manchalá a la inexperiencia de sus milicianos y al prematuro combate con el ejército. Revisaron la táctica  guerrillera y decidieron esperar a que Acdel Vilas subiera al monte para emboscarlo. Irurzún fue reemplazado por uno de los fundadores del ERP, el arquitecto Jorge Carlos Molina (o Capitán Pablo) si bien no menciona la herida del primero.
Mario Santucho en su libro detalla el material perdido en el combate en base el inventario que hizo el general Acdel Vilas:  decenas de latas de sardinas y picadillo de carne, kilos de azúcar, sal, café ,arroz y chocolate.  Se perdieron  montones de camisas de color verde, chaquetillas y bombachas  de color verde oliva junto a camisas y pantalones de civil. Perdieron también zapatos, zapatillas, alpargatas, botas de goma, botines, mochilas, bolsas de dormir, ponchos y frazadas, brújulas, linternas, martillos, destornilladores, alicates, tenazas, pinzas, sierras y punzones. Se perdió además equipamiento médico que incluía material quirúrgico, tensiómetro, estetoscopio y abundante medicación. En materia de armas se perdieron  29 armas entre ellas  fusiles FAL, pistolas PAM, 9 mm y 11.25 mm, escopetas Itaka y Bataan, carabinas Mauser, revólveres calibres 32 y 38. Se perdieron 22 granadas de mano y 28 de carga hueca para FAL, además de miles de municiones y un equipo de radio.  Se trató de un desastre logístico.   
La documentación secuestrada permitió al Ejército Argentino  conocer la estructura de la Compañía de Monte Ramón Rosa Jiménez, y obtener los nombres y direcciones de cuatrocientas personas que figuraban en la estructura celular de apoyo y que no habían sido tocadas. De hecho se incrementaron las desapariciones de personas.  El hecho marcó un punto de inflexión a favor del Ejército Argentino, que pasó a una acción ofensiva.
Acerca de la bandera tomada al ERP, María Seoane (1992) afirma que un libro publicado por la organización FAMUS, familiares muertos por la subversión, describió que la bandera erpiana  fue llevada a Salta a la compañía de ingenieros 5.  El PRT-ERP prometió tomar la unidad y  recuperarla en un plazo menor de un año. Cuando se cumplió el año el jefe de unidad de Salta ordenó una formación donde acudió el pueblo salteño y luego de una arenga uno de los soldados heridos en el combate la hizo volar con  trotyl. 

## La polémica del monumento
En 1978,  el presidente Jorge Rafael Videla ordenó emplazar en un monumento con «una pirámide de ladrillos que formaba parte de esta estructura. El monumento tenía un cóndor en su parte superior, sobre una mundo apoyado en una pirámide, con América Latina y la Argentina demarcada en rojo». El monumento fue inaugurado en 1981 en Salta, sede de  la unidad militar de los ingenieros.  
El 15 de diciembre de 1993, se le impuso un nombre histórico a la compañía de ingenieros pasando a denominarse «Compañía de Ingenieros 5 Combate de Manchalá», hasta el 20 de noviembre de 1997, cuando por resolución BPE 4692 se le cambió por «Gral. Div. Enrique Mosconi». 
En 2013, el Concejo Deliberante local aprobó el proyecto del concejal Martín Ávila, del Frente peronista Memoria y Movilización, para eliminar el monumento debido a que se lo consideraba una «reivindicación del terrorismo de Estado, del Plan Cóndor y el Operativo Independencia». Además se pensaba que debajo del monumento podría haber restos de desaparecidos.  Ese mismo año el monumento fue removido por el Estado Nacional.
En diciembre de 2016 la ordenanza que había dispuesto remover el monumento fue derogada por el Concejo Deliberante que aprobó por doce votos a tres un proyecto auspiciado por los concejales Alberto Castillo y Virginia Cornejo, del PRO; Luis Hosel, David Leiva y Mario Moreno, del Partido de la Victoria; Ángela Di Bez del partido Primero Salta; Ángel Ortiz, de la Unión Cívica Radical y Gustavo Serralta del Partido Justicialista que dispuso hacer un homenaje a los soldados que participaron de ese combate.
Posteriormente se levantó otro monumento sin el globo terráqueo ni el águila. Tiene la figura de un soldado ingeniero con un lanzallamas, dos gauchos de Güemes, y esta  rodeado  por las placas conmemorativas que lucía el  monumento original.

## Documental
El 28 de mayo de 2015 se estrenó el filme documental titulado La escuelita de Manchalá dirigido por Sandro Rojas Filártiga, sobre el combate de Manchalá.  El documental ofrece inicialmente una  breve introducción histórica para luego presentar las entrevistas a los soldados y suboficiales intervinientes en el combate. En la parte final del mismo  se aborda la destrucción del monumento en la década del 90 y el impacto psicológico negativo  en el grupo de  soldados excombatientes. No incluye entrevistas a altos oficiales del ejército sino a los soldados salteños que participaron del combate en cumplimiento del Servicio Militar Obligatorio (SMO).

## Conmemoraciones
El recuerdo y la conmemoración  del  combate de Manchalá ha generado polémicas en la Argentina que se  reflejaron en la construcción y luego destrucción  del monumento para luego reconstruir el mismo.  Sectores conservadores  y pro-militares consideran necesario recordar el combate ya que el mismo  les permite una valorización positiva de la lucha de las fuerzas armadas argentinas contra las organizaciones político militares armadas que  denominaban " subversivos". El hecho además de que haya ocurrido durante el periodo democrático de la presidencia de María Estela Martínez de Perón permite desvincular el evento  armado  de la dictadura surgida en marzo de 1976.  Por su parte numerosas voces han denunciado la utilización del combate  con el objeto  de reivindicar la lucha antisubversiva y de menospreciar la política de derechos humanos de Argentina desde 1983.  El combate tiene la cualidad  innegable de reivindicar el valor de los soldados conscriptos que lucharon contra una fuerza  muy superior  y además  en este hecho no hubo ninguna acción ilegal o crimen de guerra por parte de los combatientes. Los muertos en este caso del ERP fueron caídos en combate y no prisioneros asesinados.  El documental arriba mencionado aborda este aspecto polémico que la  reinterpretación presente del hecho armado permite inscribir el mismo en lo que se denomina  como " batalla cultural".  
La escuela de  Manchalá con los años, se transformó en un museo y luego fue demolida. Al lado construyeron otra escuela, más moderna y con más capacidad que lleva el nombre “Compañía de Ingenieros De Montaña 5″ en memoria del combate  ocurrido en ese lugar.   
Victoria Villarruel, una referente conservadora, cercana a los militares argentinos por ser hija de Eduardo Villarruel, un militar que participó en el Operativo Independencia y en la Guerra de Malvinas  ha participado reiteradamente en eventos recordatorios del hecho. El 29 de julio de 2025, ya como vicepresidente, recibió en el Senado a los once soldados que aún vivían: Gerardo Lafuente, Osvaldo Alcalá, José Romero, Rodolfo Demayo, Dardo Rojas, Roberto Mamaní, Luis Peñaranda, Hugo Ontiveros, Aldo Parada, Ricardo García, y Luis Arce. Todos ellos fueron homenajeados por la vicepresidenta quien los llamó "Los Héroes de Manchalá" y recibieron un diploma de honor. En esa ocasión, José Romero leyó unas palabras quejándose del olvido al que habían sido sometidos: "La patria no comprende de memorias. “Cinco soldados ya murieron, dos se suicidaron, otros murieron en la pobreza, y de las instituciones no recibimos nada: ni atención médica, ni contención psicológica, ni el ingreso a un trabajo, ni una retribución monetaria”. 